# Kho bạc Nhà nước
Kho bạc Nhà nước (tên giao dịch tiếng Anh: Vietnam State Treasury, viết tắt là VNST) là cơ quan trực thuộc Bộ Tài chính, thực hiện chức năng tham mưu, giúp Bộ trưởng Bộ Tài chính quản lý nhà nước về quỹ ngân sách nhà nước, các quỹ tài chính nhà nước và các quỹ khác của Nhà nước được giao quản lý; quản lý ngân quỹ; tổng kế toán nhà nước; thực hiện việc huy động vốn cho ngân sách nhà nước và cho đầu tư phát triển thông qua hình thức phát hành trái phiếu chính phủ theo quy định của pháp luật.

## Lịch sử
Ở Việt Nam, trong thời kỳ phong kiến, các tài liệu về Kho bạc Nhà nước (hay Ngân khố Quốc gia) không còn được lưu giữ đầy đủ, song cũng không có nhiều khác biệt so với thông lệ quốc tế.
Trong thời kỳ thực dân Pháp cai trị, Chính phủ thuộc địa Pháp thành lập Ngân khố Đông Dương, một cơ quan tương đương Bộ, với chức năng chủ yếu là quản lý và điều hành ngân quỹ quốc gia, tổ chức in tiền (chủ yếu là tiền giấy và tiền kim loại mệnh giá nhỏ) và cùng với Ngân hàng Đông Dương quản lý kho tiền của Chính phủ thuộc địa.
Cách mạng Tháng Tám thành công, cùng với sự ra đời của Chính phủ Cách mạng lâm thời Việt Nam Dân chủ Cộng hoà, ngày 28/8/1945, ngành Tài chính của nước Việt Nam chính thức được thành lập. Nhiệm vụ cấp bách của ngành Tài chính lúc này là chuẩn bị tiền để giải quyết các nhu cầu chi tiêu của bộ máy Nhà nước và quân đội.
Để có một cơ quan chuyên môn, đặc trách nghiên cứu và giải quyết các vấn đề ngân sách và tiền tệ, ngày 29/5/1946, Chủ tịch Hồ Chí Minh đã ký Sắc lệnh số 75-SL thành lập Nha ngân khố trực thuộc Bộ Tài chính. Đây là mốc lịch sử quan trọng đầu tiên đối với sự ra đời của Kho bạc Nhà nước Việt Nam.
Theo Sắc lệnh Số 75-SL, nhiêm vụ chủ yếu của Nha ngân khố là:
- Tập trung quản lý các khoản thu về thuế, tiền thu công phiếu kháng chiến; đảm phụ quốc phòng (tiền ủng hộ quân đội);
- Quản lý và giám sát các khoản cấp phát theo dự toán được duyệt; chịu trách nhiệm về việc xác nhận và thanh toán kinh phí cho các đơn vị sử dụng ngân sách; làm thủ tục quyết toán với cơ quan tài chính;
- Tổ chức phát hành giấy bạc Việt Nam (tiền tài chính) trong toàn quốc;
- Đấu tranh trên mặt trận tiền tệ, thu hẹp và loại bỏ dần phạm vi lưu hành của tiền Ngân hàng Đông dương và các loại tiền khác của địch;
- Tích cực đấu tranh để thực hiện các nguyên tắc cơ bản về thể lệ thu, chi và kế toán đại cương nhằm tăng cường công tác quản lý tài chính ngay trong điều kiện đất nước đang có chiến tranh.

Trong thời gian 5 năm tồn tại và hoạt động (1946 - 1951), Nha Ngân khố đã gắn bó mật thiết với những thời kỳ khó khăn nhất của cuộc kháng chiến giải phóng dân tộc, đồng thời đã hoàn thành các trọng trách đã được Chính phủ giao phó. Nha Ngân khố còn tổ chức phát hành các loại tiền dưới hình thức tín phiếu để giải quyết các nhu cầu chi tiêu của cán bộ, bộ đội và nhân dân ở các vùng mới giải phóng.
Để cụ thể hoá chức năng và nhiệm vụ của cơ quan quản lý Quỹ ngân sách Nhà nước, hai tháng sau khi thành lập Ngân hàng Quốc gia Việt Nam (5/1951), ngày 20/7/1951, Thủ tướng Chính phủ đã ký Nghị định số 107/TTg (ngày nay gọi là Quyết định) thành lập Kho bạc Nhà nước đặt trong Ngân hàng Quốc gia Việt Nam và thuộc quyền quản trị của Bộ Tài chính. Đây là mốc lịch sử quan trọng thứ hai đối với sự ra đời của Kho bạc Nhà nước Việt Nam.
Hệ thống Kho bạc Nhà nước (1951-1964) được tổ chức như sau:
- ở Trung ương có Kho bạc Trung ương;
- Tại các Liên khu có Kho bạc Liên khu;
- Tại các Tỉnh (hay Thành phố) có Kho bạc Tỉnh, Thành phố.

Riêng Liên khu Việt Bắc không thành lập Kho bạc Liên khu. Kho bạc Trung ương trực tiếp điều khiển các Kho bạc tỉnh hay thành phố trong Liên khu Việt Bắc. Công việc của Kho bạc cấp nào do Ngân hàng Quốc gia cấp đó phụ trách. Trưởng Ngân hàng cấp nào kiêm chức chủ nhiệm Kho bạc cấp ấy. ở những nơi chưa thành lập Chi nhánh Ngân hàng Quốc gia Việt Nam, có thể được thành lập Kho bạc Nhà nước.
Tất cả các khoản thu của ngân sách quốc gia đều phải nộp vào Kho bạc Nhà nước. Các khoản chi của Kho bạc Trung ương đều phải có lệnh của Bộ Tài chính; Các khoản chi của Kho bạc Liên khu và Kho bạc Tỉnh đều phải có lệnh của Kho bạc Trung ương. Việc điều hoà tiền giữa Kho bạc các cấp thuộc quyền của Kho bạc Trung ương.
Kho bạc Nhà nước các cấp có trách nhiệm đôn đốc và kiểm tra các cơ quan và đơn vị thu tiền và nộp tiến vào Kho bạc Nhà nước. Kho bạc Nhà nước cấp dưới phải báo cáo tình hình thu chi cho Kho bạc Nhà nước cấp trên; Kho bạc trung ương phải báo cáo Bộ Tài chính tình hình thu chi ngân sách của toàn hệ thống Kho bạc Nhà nước.
Uỷ ban Kháng chiến hành chính các cấp có trách nhiệm đôn đốc, kiểm tra Kho bạc Nhà nước đồng cấp thực hiện nhiệm vụ theo quy định, nhưng không có quyền ra lệnh Kho bạc Nhà nước xuất tiền ngoài phạm vi uỷ ngân của cấp trên.
Ngày 4-1-1990, Hội đồng Bộ trưởng đã ký Quyết định số 07/HĐBT tái thành lập hệ thống Kho bạc Nhà nước trực thuộc Bộ Tài chính với chức năng và nhiệm vụ chủ yếu là Quản lý quỹ ngân sách Nhà nước và các quỹ dự trữ tài chính Nhà nước; tổ chức huy động vốn cho ngân sách nhà nước và cho đầu tư phát triển. Đây là mốc lịch sử quan trọng thứ ba đối với sự thành lập của Kho bạc Nhà nước Việt Nam.

## Cơ cấu tổ chức
Theo Quyết định số 1959/QĐ-BTC ngày 28/9/2015 Quy định chức năng, nhiệm vụ, quyền hạn và  cơ cấu tổ chức của Kho bạc Nhà nước gồm:
Kho bạc Nhà nước được tổ chức thành hệ thống dọc từ Trung ương đến địa phương theo đơn vị hành chính, bảo đảm nguyên tắc tập trung, thống nhất.

### Cơ quan Kho bạc Nhà nước ở Trung ương

#### Các đơn vị thực hiện chức quản lý nhà nước
- Vụ Tổng hợp - Pháp chế
- Vụ Kiểm soát chi
- Vụ Kho quỹ
- Vụ Hợp tác quốc tế
- Thanh tra
- Vụ Tổ chức cán bộ
- Vụ Tài vụ - Quản trị
- Văn phòng
- Cục Kế toán nhà nước
- Cục Quản lý ngân quỹ
- Cục Công nghệ thông tin
- Sở Giao dịch Kho bạc Nhà nước

#### Các đơn vị sự nghiệp
- Ban Quản lý dự án Đầu tư xây dựng thuộc KBNN
- Tạp chí Quản lý Ngân quỹ Quốc gia

### Cơ quan Kho bạc Nhà nước ở địa phương
Kho bạc Nhà nước ở tỉnh, thành phố trực thuộc Trung ương (gọi chung là Kho bạc Nhà nước cấp 
tỉnh) trực thuộc Kho bạc Nhà nước.
- Phòng kế toán nhà nước
- Phòng kiểm soát chi
- Phòng thanh tra - kiểm tra
- Phòng tài vụ - quản trị
- Văn phòng
Kho bạc Nhà nước ở huyện, quận, thị xã, thành phố thuộc tỉnh (gọi chung là Kho bạc Nhà nước cấp huyện) trực thuộc Kho bạc Nhà nước cấp tỉnh.

## Tình hình hiện nay
Việc tái thành lập và bổ sung thêm các chức năng và nhiệm vụ mới cho hệ thống Kho bạc Nhà nước là một quyết sách đúng đắn của Đảng và Nhà nước, đáp ứng kịp thời yêu cầu đổi mới công tác quản lý tài chính và điều hành ngân sách nhà nước, phục vụ có hiệu quả hơn nhiệm vụ xây dựng và phát triển nền kinh tế trong tình hình mới.
Công tác quản lý và điều hành quỹ Ngân sách Nhà nước có liên quan mật thiết đến việc thực hiện thắng lợi các chính sách tài chính - tiền tệ quốc gia. Việc khai thác các nguồn lực tài chính và phân phối, sử dụng có hiệu quả vào các mục đích phát triển kinh tế - xã hội là trách nhiệm chủ yếu của ngành Tài chính. Thực tế cho thấy, khi hệ thống Kho bạc Nhà nước nằm dưới quyền quản lý và điều hành trực tiếp của Bộ Tài chính thì việc điều hành ngân sách Nhà nước sẽ rất thuận lợi. Các nhu cầu chi tiêu của nền kinh tế sẽ được Bộ Tài chính chủ động tạo nguồn và có thể đáp ứng kịp thời và đầy đủ.
Từ khi đất nước chuyển sang thời kỳ đổi mới, đẩy nhanh quá trình hợp tác và hội nhập, nền kinh tế đã đạt được những thành tựu hết sức quan trọng trên nhiều lĩnh vực. Tiềm lực tài chính Nhà nước tăng lên nhanh chóng nhờ khai thác triệt để các nguồn thu và đẩy mạnh công tác vay nợ trong nước để bù đắp thâm hụt ngân sách; lạm phát về cơ bản đã được kiểm soát; đặc biệt nguồn vốn đầu tư nước ngoài tăng lên rất nhanh. Tất cả những điều này đã tạo điều kiện để tăng GDP với tốc độ tương đối cao và ổn định. Đây chính là những điều kiện để tăng tiềm lực của nền tài chính Quốc gia nói chung cũng như công tác quản lý và điều hành Quỹ ngân sách Nhà nước nói riêng.